# Cubillas de Cerrato
Cubillas de Cerrato – gmina w Hiszpanii, w prowincji Palencia, w Kastylii i León, o powierzchni 21,1 km². W 2011 roku gmina liczyła 69 mieszkańców.